# 멀리 떨어진 사랑
《멀리 떨어진 사랑》(远得要命的爱情)은 2016년 방송되었던 중국의 드라마이다.

## 소개
- 사랑했던 여자에게 배신당하면서 마음을 닫은 레스토랑 오너 심안과 언니의 아이를 키우면서 씩씩하고 자신감 넘치게 살아가는 여주인공 초하와의 로맨스를 그리는 드라마

## 등장 인물
- 박해진 - 심안 역
- 리페이얼 - 맹초하 역
- 류위신 - 정비 역
- 우레이 - 멍샹 역
- 정페이페이 - 왕메이링 역
- 장륜석 (张伦硕) - 이태적 역
- 취징징 - 허뤄난 역
- 쑹이 - 차오지아양 역
- 양금승 (杨金承) - 얼팡 역
- 장정동 (张静东) - 제임스 역
- 왕가가 (王佳佳) - 맹신상 역
- 이란적 (李兰迪) - 야오야오 역

## 참고 사항
- 극중 심안 역을 맡았던 박해진은 《치즈인더트랩》이후 두달만에 출연하는 작품이기도 하다